# Eugène Apert
Eugène Charles Apert (ur. 27 lipca1868 w Paryżu, zm. 2 lutego 1940 tamże) – francuski lekarz pediatra. Prowadził badania nad dziedziczeniem, bliźniętami i chorobami wrodzonymi. Jego głównymi obszarami badań były wrodzone deformacje i choroby genetyczne. Zdiagnozował i opisał akrocefalosyndaktylię zwaną na jego cześć zespołem Aperta.

## Życiorys
Eugène Charles Apert kształcił się w rodzinnym mieście Paryżu i w 1893 roku rozpoczął studia na wydziale medycyny tamtejszego uniwersytetu, uzyskując doktorat w 1897 roku na podstawie pracy dotyczącej manifestacji i patogenezy różnych form plamicy. Jako student odnosił sukcesy, będąc pod wpływem Jacquesa-Josepha Granchera i Paula Georgesa Dieulafoya, z którym połączyły go więzy rodzinne przez małżeństwo. Był także uczniem Jeana Bernarda Antonina Marfana i współpracował z histopatologiem François Henrim Hallopeau.
Apert otrzymał stanowisko w paryskim szpitalu Hôtel-Dieu i w 1902 roku został mianowany lekarzem szpitalnym. Zainteresował się pediatrią, którą kontynuował w Hôpital Saint-Louis, a następnie służył podczas I wojny światowej. W 1919 roku objął wyższe stanowisko w Hôpital des Enfants-Malades, gdzie pracował do przejścia na emeryturę w 1934 roku. Był współzałożycielem Francuskiego Towarzystwa Eugenicznego, w którym później pełnił funkcję sekretarza generalnego.
Przez 40 lat Apert był aktywnym pisarzem w dziedzinie pediatrii. Oprócz licznych artykułów opublikował podręcznik dotyczący wychowania dzieci, który cieszył się popularnością wśród francuskich matek. Choć przeszedł na emeryturę w 1934 roku, pozostał aktywny w medycynie i nauce aż do swojej śmierci w 1940 roku.